# Nasser El Sonbaty
Nasser El Sonbaty (Stoccarda, 15 ottobre 1965 – Il Cairo, 20 marzo 2013) è stato un culturista jugoslavo di origine egiziana.
Professionista IFBB, è stato vincitore dell'Arnold Classic del 1999. Dal 1994 ha partecipato per nove edizioni consecutive alla fase finale del Mister Olympia, raggiungendo come miglior piazzamento in questa competizione il secondo posto, nel 1997.

## Biografia
Nasce a Stoccarda da padre egiziano del Cairo e madre serba di etnia bosgnacca di Novi Pazar. Inizia la sua carriera di bodybuilder nel 1983. Nel 1985 partecipa alla sua prima competizione nazionale, classificandosi al sesto posto. Fa il suo esordio nelle competizioni internazionali nel 1990 nel IFBB Gran Prix di Francia classificandosi al settimo posto. Nel 1994 partecipa per la prima volta al Mister Olympia, raggiungendo il settimo posto.
A tale competizione parteciperà ininterrottamente fino al 2002, classificandosi nel 1995 e nel 1998 al terzo posto, e nel 1997 al secondo battuto da Dorian Yates, suo grande rivale. Nel 1999 vince il concorso più importante della propria carriera, l'Arnold Classic. In totale ha partecipato a 53 competizioni professionistiche internazionali, vincendo tra l'altro il Night of Champion e lo Houston Pro Invitational nel 1995, l'IFBB Grand Prix della Repubblica Ceca, l'IFBB Grand Prix della Svizzera e l'IFBB Grand Prix della Russia nel 1996. Si è ritirato dalle competizioni nel 2005.
Possedeva la laurea magistrale in storia, scienze politiche e sociologia presso l'Università di Augusta ed era fluente in sette lingue; per questi motivi, noto anche per indossare i suoi occhiali con montatura rotonda sia durante gli allenamenti che le gare, era soprannominato amichevolmente "il professore". Durante la propria carriera El Sonbaty è apparso su molte riviste internazionali del settore e su più di 60 copertine, tra cui quella della rivista statunitense FLEX. Il 20 marzo 2013 è morto nel sonno durante una visita in Egitto, all'età di quarantasette anni.